# 甘榜士拉瑪站
甘榜士拉玛站位於雪兰莪双溪毛糯新村，是巴生谷布城线的其中一个高架捷运车站，其站名取自位于双溪毛糯路东侧的一座马来乡村－－甘榜士拉玛（意思为安全村），规划时称为双溪毛糯新村站（Kg. Baru Sg. Buloh）。本站初期属于双加捷运第一阶段线路，于2016年12月16日开始运营。，而当布城线（捷运2号线）于2022年6月16日开通后，本站和桂莎白沙罗和双溪毛糯一并转入布城线内属下的车站。

## 车站结构
本站是一个位于双溪毛糯路东侧的高架车站。此站设计类似其他标准高架车站，一共有两个楼层和地面层。一楼为车站大厅而二楼则为站台楼。
本站设有一座跨双溪毛糯路的场行人天桥衔接西侧的两个入口。入口B位于朝北方向行驶的道路而入口C则位于福利路（Jalan Welfare）。该桥在也会衔接至SqWhere和D'sara Sentral。本站也可前往临近的双溪毛糯新村。
| 二楼     |                                   |                                                    |
| 侧式站台 |                                   |                                                    |
| 2号站台: | 12 布城线 12往桂莎白沙罗 PY01 (→) |                                                    |
| 1号站台: | 12 布城线 12往布城中央 PY41 (←)   |                                                    |
| 侧式站台 |                                   |                                                    |
| 一楼     | 车站大厅                          | 自动售票机、验票闸门、售票站、车站控制台、便利商店 |
| 地面     | 街道                              | 双溪毛糯路、位于入口B的巴士站、计程车              |

## 接驳巴士
布城线车站皆提供接驳巴士服务。本站提供前往双溪毛糯新村的服务，将停留位于入口B的巴士站。
| 路线编号 | 起点              | 终点         | 经过                                                                   |
| -------- | ----------------- | ------------ | ---------------------------------------------------------------------- |
| T104     | PY03 甘榜士拉玛站 | 双溪毛糯新村 | 福利路 服务路（Jalan Perkhidmatan） 大街 双溪毛糯警区总部 Kati U19/F路 |